# لوولینیک اسید
لوولینیک اسید (به انگلیسی: Levulinic acid) یک گاماکتواسید (ترکیب آلی) با فرمول شیمیایی C5H8O3 یک ترکیب شیمیایی با شناسه پاب‌کم ۶۷۳۴ است که جرم مولی آن ۱۱۶٫۱۱ گرم بر مول است. این کریستال سفید رنگ (متمایل به زرد) که در دمای اتاق به صورت جامد وجود دارد، در آب و حلال‌های آلی قطبی قابل حل است. این ماده را می‌توان از مواد سلولزی تولید کرد و در تولید زیست‌سوخت‌ها کاربرد دارد.

## روش تهیه
روش اصلی و سنتی تهیه لوولینیک اسید از طریق گرما دادن به هگزوزها (مانند گلوکز و فروکتوز) یا نشاسته در یک محلول رقیق اسید کلریدریک یا اسید سولفوریک مبتنی است. بازده تولید بستگی به نوع اسید مورد استفاده، غلظت اسید و همچنین دما و فشار واکنش دارد. محصولات فرعی این واکنش اسید فرمیک و مواد محلول و نامحلول با رنگ متمایز (معمولا زرد متمایل به قهوه‌ای) هستند.

در حال حاضر تولید صنعتی لوولینیک اسید مبتنی بر استفاده از اسیدهای قوی به عنوان کاتالیزور است. این فرایندها که معمولاً در رآکتورهای پیوسته انجام می‌شود، شامل آغشته کردن مواد لیگنوسلولزی (به عنوان ماده اولیه ارزان قیمت) به اسیدهای معدنی قوی می‌شود. سپس آن را به رآکتوری با فشار بالا منتقل کرده که در آنجا بخار داغ باعث به جریان افتادن واکنش تشکیل لوولینیک اسید می‌شود. بعد از سرد کردن مخلوط واکنش و جداسازی محصولات فرعی جامد، لوولینیک اسیدِ تشکیل شده از اسید معدنی محلول به وسیلهٔ استخراج (extraction) و بدون خنثی سازی اسید جدا می‌شود و به این طریق، امکان بازیافت کاتالیست فراهم می‌شود. در عین حال می‌توان لوولینیک اسید را از محلول عاری از اسید معدنی تخلیص کرد. لوولینیک اسید خالص با تبخیر محلول آلی استخراجی و تقطیر بدست می‌آید. شرکت‌هایی که بر این پایه به توسعه فناوری تولید لوولینیک اسید پرداخته‌اند شامل بایو فاین (Biofine), دی اس ام، سگتیس (Segetis) و جی اف بایوکمیکالز (GFBiochemicals) می‌شوند. جی اف بایوکمیکالز تولید صنعتی لوولینیک اسید را در سال ۲۰۱۵ در مقیاس ۲۰۰۰ تن در سال در واحدی در شهر کسرتا در ایتالیا آغاز کرد که این بزرگترین واحد تولید لوولینیک اسید در جهان است.